# Rondinha
Rondinha là một đô thị thuộc bang Rio Grande do Sul, Brasil. Đô thị này có diện tích 252,235 km², dân số năm 2007 là 5674 người, mật độ 22,49 người/km².